# Владимир (Ладыка)
Митрополи́т Влади́мир (в миру Миросла́в Алексе́евич Лады́ка, укр. Мирослав Олексійович Ладика; род. 5 января 1956, Вовня, Львовская область, Украинская ССР) — епископ Православной церкви Украины (с 2019).
Ранее — архиерей Украинской православной церкви Киевского патриархата, митрополит Николаевский и Богоявленский (1993—2018).

## Биография
Родился 5 января 1956 года в селе Вовня Стрыйского района Львовской области. В 1973 году окончил среднюю школу. Окончил Львовское училище лёгкой промышленности.
С 1986 по 1990 год обучался в Московской духовной семинарии.
Перешёл в УАПЦ. Служил священником в городе Черновцы в Черновицко-Буковинской епархии у митрополита Даниила (Ковальчука). В 1992 году перешёл в УПЦ КП.
13 марта 1993 года во Владимирском кафедральном соборе города Киева был хиротонисан во епископа Винницкого и Брацлавского.
30 декабря 1993 года был назначен епископом Николаевским и Херсонским.
30 августа 1996 года по совместительству (временно) назначен управляющим Ивано-Франковской и Коломыйской епархией.
12 декабря 1998 года был возведён в достоинство архиепископа.
28 июня 2013 года, в связи с 20-летием служения в архиерейском сане, патриархом Киевским Филаретом (Денисенко) был возведён в достоинство митрополита.
За время управления Николаевской и Богоявленской епархией, восстановил здание церкви Касперовской Божьей Матери (возведены центральный купол и колокольня), открыл около 60 храмов, рукоположил около 50 священников.

## Награды
государственные
- Орден «За заслуги» III степени (Указ президента Украины от 22 июля 2008 года)

церковные
- Орден святого равноапостольного князя Владимира III степени (23 января 2004)
- Орден Георгия Победоносца (14 декабря 2006)
- Юбилейная медаль к 1025-летию Крещения Киевской Руси (26 июня 2013)